# 异心紫堇
异心紫堇（学名：Corydalis heterocentra），为罂粟科紫堇属下的一个植物种。